# Сорокин, Владимир Николаевич (хоккеист)
Владимир Николаевич Сорокин (род. 1 января 1946) — советский хоккеист, защитник и нападающий. Мастер спорта СССР.

## Биография
Воспитанник хоккейной школы горьковского «Торпедо». Универсальный игрок — мог играть как в защите, так и в нападении. В сезонах 1963/64—1970/71 игрок «Торпедо» Горький. В сезонах 1971/72—1972/73 играл за калининский «СКА». В 1973 году был приглашён в «Динамо» Рига. После трёх сезонов в «Динамо», в сезоне 1976/77 был откомандирован в «Латвияс Берзс». Вернулся в «Динамо» в начале сезона 1977/78, но через несколько игр снова возвратился в «Латвияс Берзс», где играл еще три сезона. В 1980 году завершил карьеру игрока.
В 1968—1969 годах привлекался к играм второй сборной СССР.

## Статистика выступления в высшей лиге
| Легенда | Легенда                    | Легенда | Легенда                   | Легенда | Легенда    |
| ------- | -------------------------- | ------- | ------------------------- | ------- | ---------- |
| И       | Количество проведённых игр | Штр     | Штрафное время            | +/−     | Плюс-минус |
| Г       | Голы                       | П       | Голевые передачи          | О       | Очки       |
| -       | Статистика неизвестна      | —       | Статистика не учитывалась |         |            |

| Сезон                    | Команда                  | И   | Г  | П | О  | Штр |
| ------------------------ | ------------------------ | --- | -- | - | -- | --- |
| 1963/64                  | «Торпедо» (Горький)      | ?   | 1  | ? | ?  | ?   |
| 1964/65                  | «Торпедо» (Горький)      | ?   | 17 | ? | ?  | ?   |
| 1965/66                  | «Торпедо» (Горький)      | ?   | 4  | ? | ?  | ?   |
| 1966/67                  | «Торпедо» (Горький)      | ?   | 10 | ? | ?  | ?   |
| 1967/68                  | «Торпедо» (Горький)      | 43  | 21 | ? | ?  | ?   |
| 1968/69                  | «Торпедо» (Горький)      | ?   | 6  | ? | ?  | ?   |
| 1969/70                  | «Торпедо» (Горький)      | 43  | 18 | ? | ?  | ?   |
| 1970/71                  | «Торпедо» (Горький)      | 12  | 3  | ? | ?  | ?   |
| 1973/74                  | «Динамо» (Рига)          | 28  | 6  | 2 | 8  | 8   |
| 1974/75                  | «Динамо» (Рига)          | 22  | 2  | 4 | 6  | 10  |
| 1975/76                  | «Динамо» (Рига)          | 31  | 3  | 3 | 6  | 38  |
| 1977/78                  | «Динамо» (Рига)          | 6   | 1  | 0 | 1  | 4   |
| Всего в чемпионатах СССР | Всего в чемпионатах СССР | 185 | 91 | 9 | 21 | 60  |